# FREMM-klassen
FREMM-klassen (Fransk Frégate multi-mission, Italiensk Fregata Europea Multi-Missione) er en multifunktions-fregatklasse designet og konstrueret i et samarbejde mellem DCNS og Fincantieri. Skibene kan udfylde enten en luftforsvarsrolle, antiubådsrolle (ASW), overfladekrigsførelse samt muligheden for at kunne engagere landmål langt fra kysten. Det første skib i klassen, Aquitaine, hejste kommando i november 2012. I Frankrig er klassen benævnt Aquitaine-klassen mens den i Italien er kendt som Bergamini-klassen. Italien har bestilt seks multifunktionsenheder og fire ASW-varianter. Frankrig har bestilt seks ASW-varianter og to luftforsvarsenheder. Klassen er i begge lande officielt betegnet som en fregat, men i Frankrig benytter man dog de pennantnumre der tilhører destroyer-klasser.

## Baggrund
Oprindeligt forudså man 3 forskellige indsatsområder for skibene i klassen; ASW, multifunktion og en ildstøtteversion. Klassen skulle erstatte en række af fregatter og destroyere i Marina Militare og Marine Nationale. I alt forventede man at der skulle bygges 27 skibe i alt - 17 til Frankrig og 10 til Italien foruden eksportmuligheder. Dog har budgetbegrænsninger og ændrede operative behov for skibene betydet at antallet af bestilte skibe er faldet betydeligt (primært for Frankrig). Ildstøtteversionen blev senere droppet.
En ny luftforsvarsversion blev foreslået af DCNS efter Frankrig fik et øget behov for moderne luftforsvarsenheder. Denne version blev benævnt FREDA ("FREgates de Défense Aériennes", "Luftforsvarsfregat"). Det franske behov for moderne luftforsvarsenheder opstod efter regeringen ophævede kontrakten på det tredje og fjerde skib i Horizon-klassen efter prisen på de to første var steget til 1.350 mio euro hver og man stadig havde et behov for en erstatning for den aldrende Cassard-klasse.
FREDA-designet skal efter planen have en nyudviklet version af Herakles-radaren fra Thales Gruppen samt en SYLVER A50 VLS med 32 celler der erstatter de nuværende A43 og A70 VLS med 16 celler hver. SYLVER A50 vil gøre skibene i stand til at affyre Aster 30-missiler. Det nuværende TAS-system vil ikke nødvendigvis blive installeret på de to enheder.
På Euronaval-messen i 2012 fremviste DCNS et nyt koncept kaldet FREMM-ER der også skulle dække behovet for FREDA, igen baseret på FREMM-konceptet, men specifikt designet til ballistisk missilforsvar såvel som traditionelt luftforsvar. FREMM-ER har en modificeret overbygning og har erstattet Herakles-radarsystemet med et nyt Thales Sea Fire 500-system med fire faste pladeradarer. I modsætning til Herakles-radarens passive elektronisk styrede radar er Sea Fire 500 et aktiv elektronisk styret radarsystem.

## Brugere

### Frankrig
Frankrig planlagde oprindeligt at bestille 17 skibe i klassen til at erstatte de aldrende Avisoer samt Tourville- og Georges Leygues-klasser. I november 2005 offentliggjorde Frankrig at man havde indgået i en kontrakt med DNCS på 3,5 mia € for udviklingen og konstruktionen af de første otte skibe i klassen samt en købsoption på yderligere ni skibe i to byggeserier (17 skibe i alt).
Efter annulleringen af kontrakten på den 3. og 4. fregat af Horizon-klassen i 2005 grundet budgetsituationen behøvede flåden stadig et antal skibe til luftforsvar og derfor bestilte man to skibe der skulle bygges som en variant af FREMM-klassen, benævnt FREDA. Man forventede at de sidste to skibe i klassen skulle bygges som FREDA. I 2008 blev antallet af skibe dog skåret ned til 11 i alt, 9 ASW og 2 FREDA til en samlet pris på 8,75 milliarder euro. De 11 skibe ville hver koste 670 mio euro i finansåret 2014, (eller 860 mio euro inklusiv udviklingsomkostninger).
I 2013 udgav man i Frankrig en hvidbog for forsvars- og sikkerhedsområdet, denne hvidbog beskrev et fransk behov for 15 fregatter der skulle kunne klare sig i et højt trusselsmiljø. Til at starte med fortolkede man dette behov til at være 2 Horizon fregatter, 5 La Fayetter og en reduktion af FREMM-flåden til kun 8 skibe. Forsvarsplanen for perioden 2014-2019 forhøjede dog behovet fpr FREMM-skibe til 11. Den nuværende plan er at bygge 6 ASW-varianter til at erstatte Georges Leygues-klassen inden 2019, efterfulgt af to luftforsvarsskibe (FREDA) til at erstatte den aldrende Cassard-klasse. Senest i 2016 skal der tages stilling til hvilken variant de resterende tre skibe skal være. I 2014 bekræftede stabschefen for Marine Nationale, admiral Bernard Rogel, at 11 FREMM-skibe var bestilt. I 2015 blev denne bestilling dog skåret ned til 8 for at give økonomisk råderum til at købe fem FTI fregatter planlagt fra 2023. Den kommende FTI-klasse skal efter planen erstatte La Fayette-klassen og vil blive udstyret med en sonar som en midlertidig løsning.

### Italien
I Italien forventede marinen at behovet ville være 10 FREMM-skibe (4 ASW varianter og 6 GP varianter) til en forventet pris på 5,8 milliarder Euro. FREMM skal efter planen erstatte Maestrale- og Lupo-klassen i Marina Militare.
De første seks skibe blev finansieret i forbindelse med opstarten på fregatprogrammet. Den 16. april 2015 godkendte den italienske regering finansieringen af de resterende skibe og i finansloven for 2013 fandt man midlerne til skibe nummer 7 og 8 mens parlamentet den 15. april 2015 godkendte enhed nummer 9 og 10 for en pris på 764 millioner euro.
Enhed nummer 9 og 10 vil begge blive udstyret med avanceret luftforsvars og ballistisk missilforsvar samt et A70 VLS til krydsermissiler samt en opgraderet version af EMPAR (benyttet af Horizon-klassen og hangarskibet Cavour) benævnt Selex MFRA. Selex MFRA 4FF (videreudviklingen af EMPAR) vil bestå af fire flade radarpaneler og have tre gange så lang rækkevidde som originalen og være i stand til at udøve ballistisk missilforsvar.

## Eksport

### Marokko
Den 24. oktober 2007 blev det annonceret at den marokkanske flåde har bestilt en FREMM-fregat i Frankrig. Skibet blev bygget i Lorient og skal efter planen erstatte korvetten Errhamani (Descubierta-klassen) som Marokkos primære antiubådsenhed. Kontrakten blev efter sigende underskrevet den 18. april 2008. Konstruktionen af skibet begyndte i sommeren 2008. Det blev søsat i september 2011 og leveret til Marokko den 30. januar 2014 med navnet Mohammed VI. Den marokkanske version ligner den franske version, men er ikke udstyret med SYLVER A70-VLS og kostede 470 millioner euro.

### Grækenland
Den 22. januar 2009 blev det offentliggjort at den græske flåde havde bestilt seks FREMM-fregatter. Efter finanskrisen i Grækenland blev antallet af skibet skåret ned til mellem to og fire udrustet med SCALP krydsermissiler. Tyskland har dog sat spørgsmålstegn ved aftalen, og der er endnu ikke underskrevet en aftale. Ifølge presserapporter fra februar 2013 hvor Frankrigs præsident, François Hollande, besøgte Athen, blev der under opholder indgået en aftale der blandt andet indebar en langvarig leasingaftale af to skibe (Normandie og Provence).

### Egypten
Den 16. februar 2015, bestilte egyptens flåde en skib af FREMM-klassen der skulle leveres inden åbningen af den nye Suezkanal, som en del af en større aftale (der blandt andet inkluderer 24 Rafale kampfly og et antal missiler) til en værdi på 5,2 mia €. For at kunne overholde tidsfristen i aftalen tilbød Frankrig at sælge Normandie, der oprindeligt skulle tilgå Marine Nationale. SYLVER A70 VLS, jamming og satellitkommunikationssystemerne er blevet fjernet og besætningen vil i egyptisk tjeneste være på 126 mand i forhold til 108 på et fransk skib. Fra marts 2015, oplærte DCNS den egyptiske besætning i skibet og dets teknologi i 15 måneder. Den 23 juni 2015 foregik en ceremoni der tilkendegav overdragelsen af Normandie til Egypt, der har fået et nyt navn; Tahya Misr ("Længe leve Egypten"), under overværelse af forsvarsministrene og flådecheferne fra begge lande samt direktøren for DCNS.

## Skibe i klassen
| Pennant        | Navn                      | Kølen lagt       | Søsat              | Indgået                 | Skæbne                               | Kaldesignal | Variant  |
| Frankrig       | Frankrig                  | Frankrig         | Frankrig           | Frankrig                | Frankrig                             | Frankrig    | Frankrig |
| -------------- | ------------------------- | ---------------- | ------------------ | ----------------------- | ------------------------------------ | ----------- | -------- |
| D650           | Aquataine                 | 6. marts 2007    | 29. april 2010     | 23. november 2012       | I tjeneste                           | -           | ASW      |
| 1001 (ex-D651) | Tahya Misr (ex-Normandie) | 8. oktober 2009  | 18. oktober 2012   | 23. juni 2015 (Egypten) | Solgt til Egypten i 2015, i tjeneste | -           | ASW      |
| D652           | Provence                  | 2010             | 18. september 2013 | 12. juni 2015           | I tjeneste                           | -           | ASW      |
| D653           | Languedoc                 | 2011             | 12. juli 2014      | Forventet 2016          | Under konstruktion                   | -           | ASW      |
| D654           | Auvergne                  | 2012             | 2. september 2015  | Forventet 2017          | Under konstruktion                   | -           | ASW      |
| D655           | Bretagne                  | 2013             | -                  | Forventet 2018          | Under konstruktion                   | -           | ASW      |
| D656           | Alsace                    | -                | -                  | Forventet 2019          | Bestilt                              | -           | ASW      |
| -              | Lorraine                  | -                | -                  | Forventet 2020          | Bestilt                              | -           | FREDA    |
| -              | -                         | -                | -                  | Forventet 2021          | Bestilt                              | -           | FREDA    |
| Italien        |                           |                  |                    |                         |                                      |             |          |
| F590           | Carlo Bergamini           | Februar 2008     | 16. juli 2011      | 29. maj 2013            | I tjeneste                           | -           | GP       |
| F591           | Virginio Fasan            | 2009             | 31. marts 2012     | 19. december 2013       | I tjeneste                           | -           | ASW      |
| F592           | Carlo Margottini          | 2010             | 21. april 2010     | 27. februar 2014        | I tjeneste                           | -           | ASW      |
| F593           | Carabiniere               | 2011             | 6. april 2011      | 28. april 2015          | I tjeneste                           | -           | ASW      |
| F594           | Alpino                    | 23. februar 2012 | 13. december 2014  | Februar 2016            | Søprøver                             | -           | ASW      |
| F595           | Luigi Rizzo               | 5. marts 2013    | 19. december 2015  | Februar 2017            | Søprøver                             | -           | GP       |
| F596           | Federico Martinengo       | 5. juni 2014     | -                  | 2018                    | Under konstruktion                   | -           | GP       |
| F597           | -                         | 12. juli 2015    | -                  | 2019                    | Under konstruktion                   | -           | GP       |
| F598           | -                         | -                | -                  | 2020                    | Bestilt                              | -           | GP       |
| F599           | -                         | -                | -                  | 2022                    | Bestilt                              | -           | GP       |
| Marokko        |                           |                  |                    |                         |                                      |             |          |
| 701            | Mohammed VI               | 2008             | 14. september 2011 | 30. januar 2014         | I tjeneste                           | -           | ASW      |